# 富谷市立成田中学校
富谷市立成田中学校（とみやしりつ なりたちゅうがっこう）は、宮城県富谷市成田三丁目にある公立中学校。通称は「成中」（なりちゅう）。

## 概要
仙台市のベッドタウンとして開発が進んだ成田地区の人口増加に対応するため、2005年に富谷市立東向陽台中学校から分離する形で開校。設計は関・空間設計が担当した。
2018年より、ユネスコスクールに加盟している。

### 校歌
- 作詞・作曲：佐藤健一[3]
- 編曲：内藤淳一[3]

### 学区
- 成田東小学校、成田小学校学区

## 沿革
- 2005年（平成17年）
  - 4月1日 - 富谷町立成田中学校として新設。
  - 4月8日 - 開校式（8学級 生徒261名、教職員22名）。
  - 12月14日 - 校歌制定。
- 2007年（平成19年） - 特別支援学級（そよかぜ、ひだまり）新設。
- 2016年（平成28年）10月10日 - 富谷市制施行にともない現校名「富谷市立成田中学校」へと変更。
- 2018年（平成30年） - ユネスコスクールに加盟。

## 部活動

### 運動部
- 野球部
- サッカー部
- 男子テニス部
- 女子テニス部
- 男子バスケットボール部
- 女子バスケットボール部
- バレーボール部
- 男子バドミントン部
- 女子バドミントン部
- 男子卓球部
- 女子卓球部
- 陸上部
- 男子ハンドボール部：2023年第52回全国中学校ハンドボール大会　第３位
- 女子ハンドボール部
- 剣道部

### 文化部
- 吹奏楽部
- 美術部
- 報道部